# Velocitat de grup

La figura mostra una ona amb una velocitat de grup i una velocitat de fase en diferents direccions. La velocitat de grup és positiva mentre que la velocitat de fase és negativa.

La velocitat de grup  d'una ona és la velocitat amb la qual les variacions en la forma de l'amplitud de l'ona (també anomenada modulació o envolvent) es propaguen en l'espai. La velocitat de grup es defineix com la relació:
{\displaystyle v_{g}\equiv {\frac {\partial \omega }{\partial k}}}
on:
 vg  és la velocitat de grup,
ω és la velocitat angular de l'ona, i,
k és el nombre d'ona.
La funció ω (k), que proporciona  ω  en funció de  k , es coneix com la relació de dispersió. Si  ω  és directament proporcional a  k , llavors la velocitat de grup és exactament igual a la velocitat de fase, com en el cas del buit. En cas contrari, l'ona es distorsionarà a mesura que es vagi propagant. Aquesta dispersió, deguda a les diferents velocitats de fase dels diferents components de l'ona, és un efecte important en la propagació de senyals a través de fibra òptica i en el disseny de polsos curts de làser.
La idea d'una velocitat de grup diferent de la velocitat de fase d'una ona va ser proposada per primera vegada per WR Hamilton l'any 1839, i el primer tractament del mateix va ser per Rayleigh en el seu tractat "Teoria del So" l'any 1877.